# Rasmus Søjberg Pedersen
Rasmus Søjberg Pedersen (født 9. juli 2002 i Esbjerg) er en cykelrytter fra Danmark, der er på kontrakt hos Decathlon-AG2R La Mondiale.

## Karriere
Som 13-årig begyndte Rasmus Søjberg som motionscykelrytter i Esbjerg Cykle Ring. Her kørte han indtil maj 2019, hvor han skiftede til Give Cykelklubs juniorteam. Her var han til udgangen udgangen af 2020, hvor han fra starten af 2021-sæsonen skiftede videre til det sjællandske DCU-hold O.B. Wiik-Dan Stillads, hvor han kørte sit første år som seniorrytter. Her startede han med syv top-10 placeringer i den danske A-klasse, inden han den 12. juni 2021 fik sin første sejr, da han vandt anden afdeling af Demin Cup.
På sin 19-års fødselsdag blev Rasmus Søjberg udtaget til landsholdet, der skulle køre PostNord Danmark Rundt. I september blev det offentliggjort at han fra 2022 skiftede til det danske kontineltalhold BHS-PL Beton Bornholm.
Den 23. juni 2024 vandt Rasmus Søjberg karrierens største sejr, da han i Herning blev danmarksmester i linjeløb. Søjberg fik hul til feltet sammen med tre andre ryttere, Kasper Asgreen, Michael Valgren og Frederik Wandahl med 8 kilometer til mål. På opløbsstrækningen formåede Søjberg at slå Kasper Asgreen i en tæt spurt, der skulle afgøres på målfoto. 